# Basílica santuario de Santa María (Wilmington)
La Basílica Santuario de Santa María es una basílica católica en Wilmington, en el estado de Carolina del Norte, en la diócesis de Raleigh en la costa este de Estados Unidos.
Su iglesia principal histórica es del estilo barroco español. Fue diseñado por el arquitecto español Rafael Guastavino, que es conocido por su trabajo en el Biltmore Estate, en la Basílica de San Lorenzo y la capilla Duke. La iglesia fue construida sin vigas de madera o de acero y sin clavos, en lugar de usar azulejos de ladrillo.

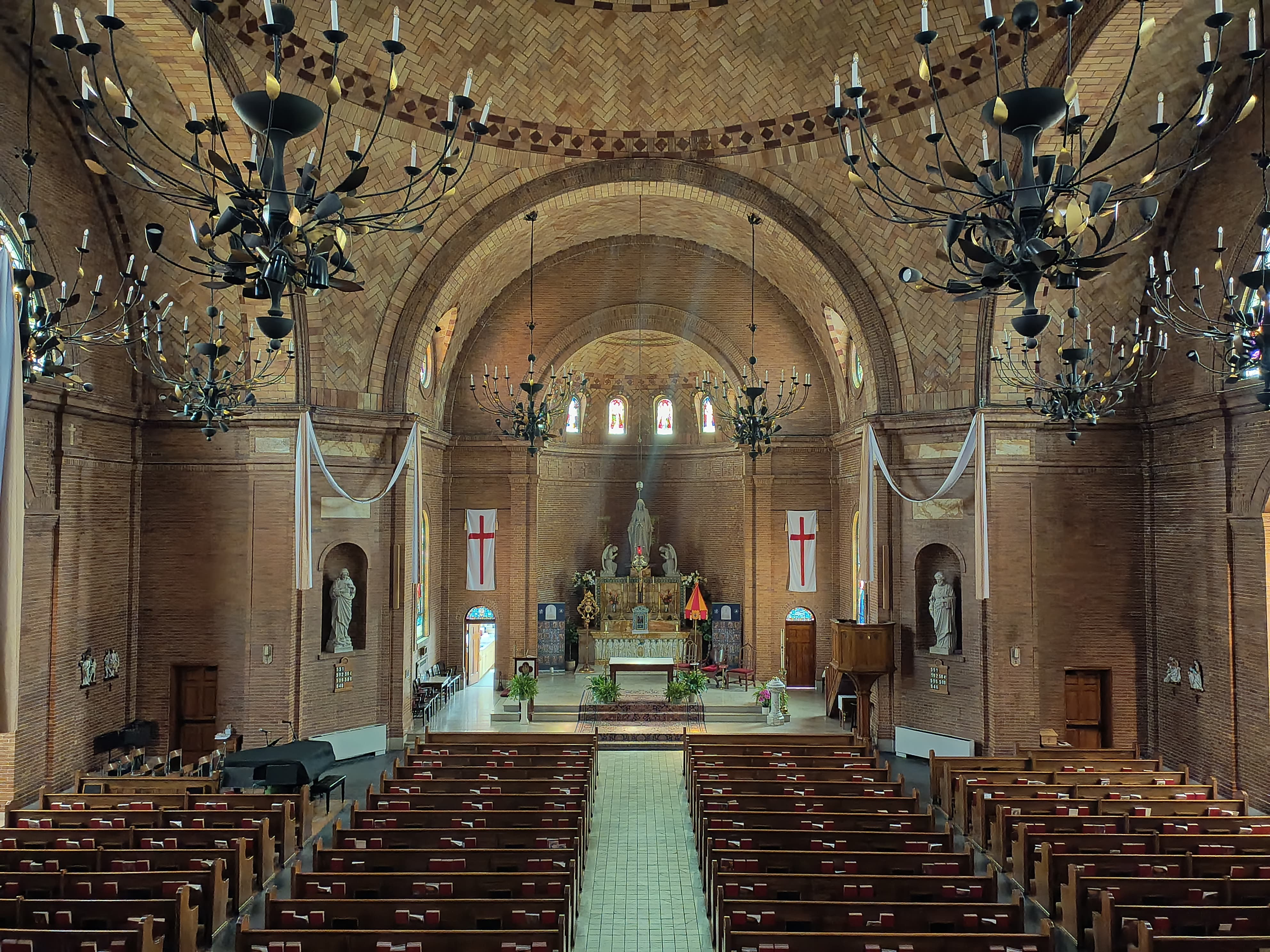
Interior de la Basílica

El 25 de febrero de 2005 se presentó una petición a la diócesis de Raleigh para considerar nombrar a la iglesia de Santa María como un Santuario. 
El 2 de agosto de 2013, la Santa Sede otorgó el título de basílica menor a la iglesia, que luego se conoció como el Santuario Basílica de Santa María.

## Véase también

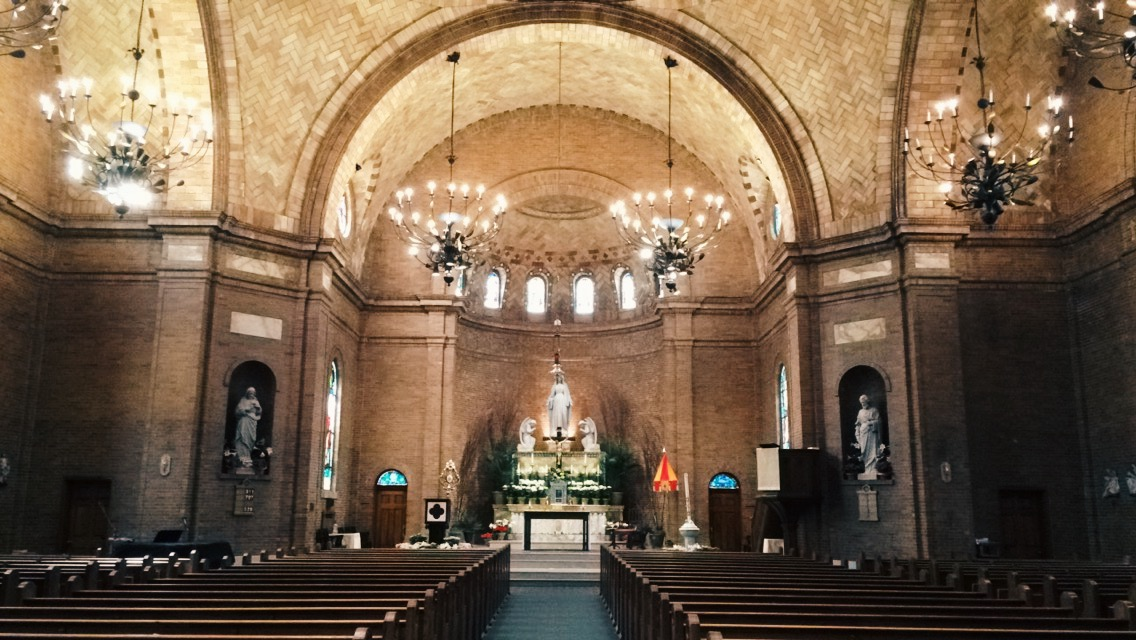
Vista interna